# هانا (فیلم ۲۰۱۱)
هانا (به انگلیسی: Hanna) فیلمی اروپایی-آمریکایی در ژانر اکشن دلهره‌آور محصول سال ۲۰۱۱ به کارگردانی جو رایت و نویسندگی سث لاکهد و دیوید فار است. نقش اول فیلم سرشه رونان می‌باشد و بازیگرانی همچون اریک بانا و کیت بلانشت در این فیلم ایفای نقش می‌کنند.
هانا ۸ آوریل ۲۰۱۱ در آمریکای شمالی و ۶ مه ۲۰۱۱ در اروپا اکران شد. فیلم با واکنش‌های مثبتی از سوی منتقدان همراه بود که عملکرد تیم بازیگری به خصوص رونان، بانا و بلانشت و همچنین سکانس‌های اکشن و درون‌مایه آن مورد تحسین قرار گرفت. فیلم ۶۴ میلیون دلار در سراسر جهان فروش کرد در حالی که ۳۰ میلیون دلار بودجه ساخت آن بوده است. 

## داستان
داستان دربارهٔ یک دختر ۱۶ ساله به نام هانا است که توسط پدرش اریک هلر در فنلاند تمرین داده می‌شود تا تبدیل به یک آدمکش حرفه‌ای شود. هانا از دوسالگی توسط اریک که یک مأمور سابق سازمان سیا بود تعلیم داده می‌شد. اریک با دانستن رازی که نمی‌توانست آن را فاش سازد، سازمان را ترک کرده و به مکانی نامعلوم در قطب شمال رفت. ماریسا وایگلر یک افسر سازمان سیا قصد کشتن اریک را داشت. اریک نیز به هانا برای کشتن ماریسا آموزش داده بود. هانا کتاب‌های متل زیادی می‌خواند و دانش فراوانی دربارهٔ رزم جنگ داشت و حتی به راحتی می‌توانست به چندین زبان مختلف صحبت کند. به دلیل تمریناتی که به دور از تمدن داشت، با فرهنگ و تکنولوژی روز برخورد نداشت.
در یکی از شبها هانا به اریک گفت که دیگر آماده است. اریک نیز فرستنده‌ای نزد او آورد که با زدن سوئیچ قادر بود دنیای خارج را از وجود آنها باخبر سازد. اریک نیز به هانا گفت اگر ماریسا او را پیدا کند دستبردار نیست تا یکی از آنها کشته شوند و این آزادی عمل را به هانا داد تا خود تصمیم بگیرد. بعد از گذشت مدتی هانا به آرامی سوئیچ را فشار داد و سیگنال محل زندگیشان را برای ماریسا فرستاد. ماریسا نیز تیمی را به آنجا فرستاد اما…